# Mike Post
Mike Post (* 29. September 1944 in Berkeley, Kalifornien; geboren als Leland Michael Postil) ist ein US-amerikanischer Komponist und Musikproduzent.

## Biographie
Post wurde als Sohn eines Architekten in Berkeley geboren. Bereits im Alter von 23 Jahren gewann der mehrfach ausgezeichnete Komponist 1968 einen Grammy für das „Beste Instrumentalarrangement“ (englisch Best Instrumental Arrangement) von Mason Williams’ Classical Gas.
In den 1960er Jahren arbeitete er u. a. mit Kenny Rogers zusammen und produzierte die ersten drei Alben, die er mit seiner Country-Band The First Edition aufgenommen hatte. Eine seiner ersten Arbeiten für das Fernsehen war die des musikalischen Leiters von The Andy Williams Show im Alter von 24 Jahren.
Anfang der 1970er Jahre begann Post die Titelmusik für Fernsehserien zu schreiben und arbeitete dabei von Anfang an, bis zu dessen Tod 1987, mit Pete Carpenter zusammen. Seinen großen Durchbruch schaffte er 1974 – zusammen mit Carpenter – mit der Titelmusik zur Fernsehserie Detektiv Rockford – Anruf genügt (englisch The Rockford Files) des Produzenten Stephen J. Cannell. Die Musik war so erfolgreich, dass sie es auf Platz 10 der US-Singlecharts schaffte. Zudem brachte es ihm seinen zweiten Grammy Award ein.
Post, der bereits neben anderem für NYPD Blue für einen Emmy nominiert war, erhielt diesen für die musikalische Untermalung von Murder One. Für die Titelmelodien der Serien L. A. Law (Grammy 1989), Hunter und Law & Order (und dessen verschiedene Ableger) wurde Post jeweils mit einem BMI Award ausgezeichnet. Besonders bekannt sind außerdem seine Titelmelodien zu Polizeirevier Hill Street (Hill Street Blues, zusammen mit Larry Carlton, Grammy 1982) und Magnum, die beide ebenfalls in den Charts erfolgreich waren.
1984 wurde Post für das Arrangement und als Dirigent der Filmmusik von Der Senkrechtstarter (englisch Rhinestone) – zusammen mit Dolly Parton (Originalmusik und Text) – eine „Goldene Himbeere“ verliehen.
Post war auch für die Produktion des Van-Halen-Albums Van Halen III (1998) verantwortlich.

## Bekannte Kompositionen für Film und Fernsehen
- Das A-Team
- Blossom
- Booker
- Cagney & Lacey (ab Staffel 2)
- Criminal Intent – Verbrechen im Visier (Law & Order: Criminal Intent)
- Detektiv Rockford – Anruf genügt (The Rockford Files)
- Diagnose: Mord (Diagnosis: Murder)
- Doogie Howser, M.D.
- Dr. Quinn – Ärztin aus Leidenschaft (Dr. Quinn, Medicine Woman)
- Eine Frau wird gejagt (Deutschland 1995, RTL)
- Hardcastle & McCormick
- Die Himmelhunde von Boragora (Tales of the Gold Monkey)
- Hunter
- Inspektor Hooperman
- Kampf gegen die Mafia (Wiseguy)
- L.A. Law – Staranwälte, Tricks, Prozesse
- Law & Order: New York (Law & Order: Special Victims Unit)
- Law & Order
- Magnum (Magnum P.I.)
- New York Cops – NYPD Blue
- NewsRadio
- Nur der Tod ist umsonst (The River Rat)
- Palm Beach-Duo (Silk Stalkings)
- Pazifikgeschwader 214 (Baa Baa Black Sheep)
- Polizeibericht Los Angeles (Dragnet)
- Der Polizeichef (The Commish)
- Polizeirevier Hill Street (Hill Street Blues)
- Pointman
- Renegade – Gnadenlose Jagd
- Die Schnüffler (Tenspeed and Brown Shoe)
- Stingray
- Tequila und Bonetti
- Trio mit vier Fäusten (Riptide)
- Zurück in die Vergangenheit (Quantum Leap)